# AKB48 41st 싱글 선발 총선거
《AKB48 41st 싱글 선발 총선거 ~순위 예상 불가능, 거친 하룻밤~’》(AKB48 41stシングル 選抜総選挙 〜順位予想不可能、大荒れの一夜〜), 다른 이름 : 제7회 AKB48 선발 총선거)는 AKB48의 마흔한 번째 싱글에 참가하는 선발 멤버를 팬이 투표하는 이벤트이다. 이 선거의 상위 16위까지의 멤버가 2015년 8월 26일 발매되는 〈ハロウィン・ナイト / 할로윈 나이트〉의 선발 멤버가 됐다.

## 개요

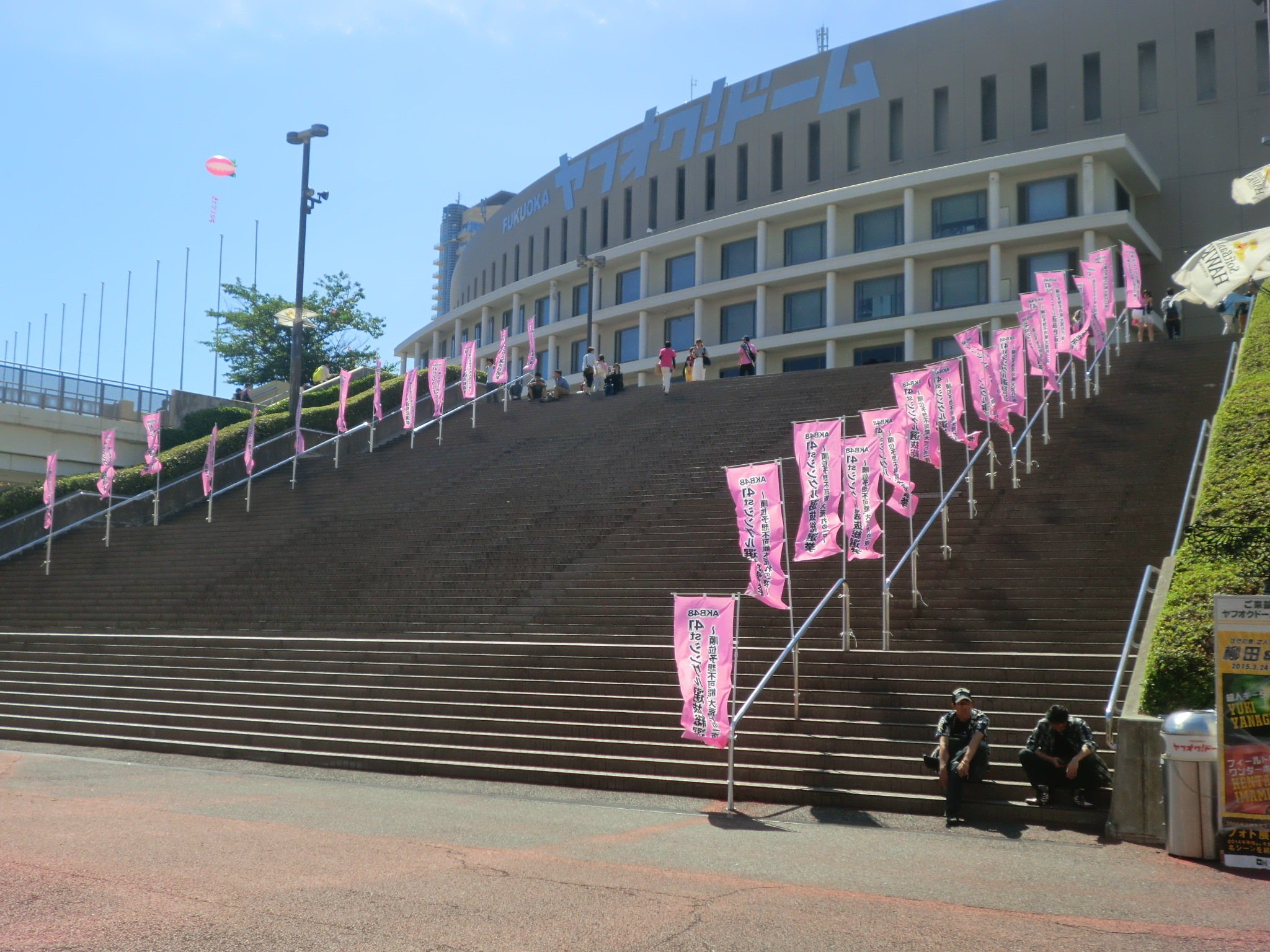
총선거 개표 이벤트가 개최된 후쿠오카 야후오쿠! 돔

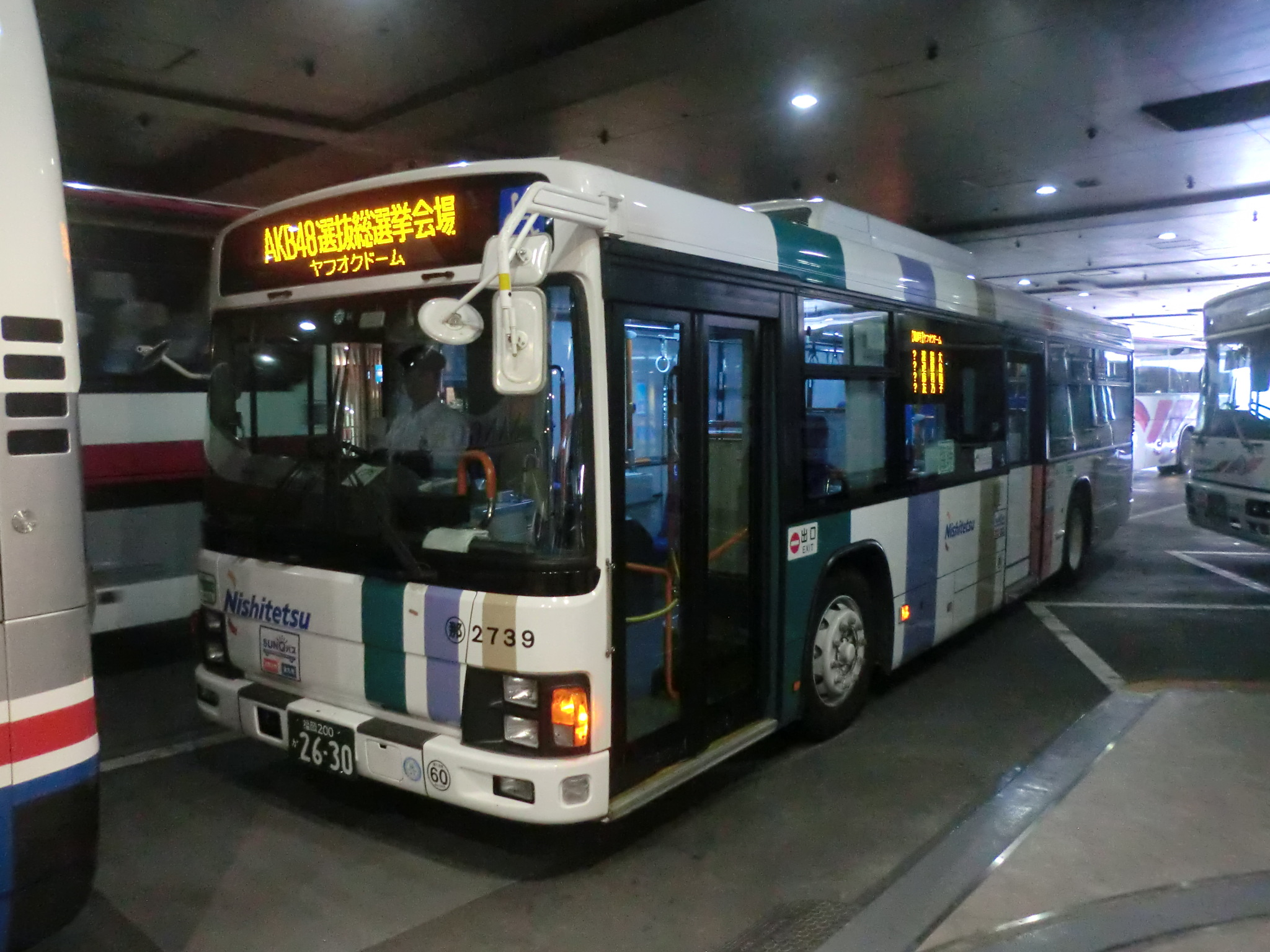
니시테츠 버스는 개표 이벤트에 대해서 후쿠오카 야후오쿠! 돔으로 가는 임시 버스를 운행했다.
(니시테츠 텐진 고속 터미널)

선거 실시는 2015년 3월 18일에 공식 블로그와 AKB48 공식 홈페이지에서 발표됐다.
이번 총선거에서는 이전과 마찬가지로 입후보제를 채용하고 있지만 이전과는 다르며 2015년 3월 20일 시점으로 일본 국내의 AKB48 그룹에 재적하고 있으면 졸업을 발표하고 있어도 입후보가 가능해지게 됐다.
투표 기간은 2015년 5월 19일 오전 10시부터 6월 5일 오후 2시 59분 59초까지이다. 。
최종 결과가 발표되는 개표 이벤트는 2015년 6월 6일에 후쿠오카 야후오쿠! 돔에서 실시됐다. 장소는 AKB48 37th 싱글 선발 총선거 개표 이벤트 당일이 거친듯한 비바람의 불안이나 밤 사이의 소음 문제 때문에 실내 시설에서의 실시를 검토했으며 5만명이 들어갈 수 있는 일본 전국의 대회장의 스케줄을 확인해서 조정을 한 결과로 선택됐다. 개표 이벤트가 간토 지방 이외에서 개최되는 것은 처음이다.
야후오쿠! 돔으로는 니시테츠 버스가 텐진 하카타역에서부터 임시 버스를 운행하고 있었지만 행선 표시기에는 총선거 특별 수단으로 표시를 했다.
이전 총선거에 이어서 라인과의 컬래버레이션 프로젝트로 이번 선발 멤버 상위 16명의 라인 스탬프가 만들어졌다. 이전에는 스탬프뿐이었지만 이번에는 녹음된 목소리가 들어가 있는 상태로 발매됐다.
사회자는 토쿠미츠 카즈오와 키사 아야코이다.

## 중계 방송
개표 이벤트의 모습은 후지 TV 계열에서 《AKB48総選挙SP 2015 / AKB48 총선거 SP 2015》로 저녁 6시 30분부터 9시 54분까지 생방송으로 방송됐다. 닛폰 TV 계열과의 크로스 넷 방송국 TV 오이타는 6월 7일 새벽 1시 3분부터 4시 27분까지 녹화 방송(시간차 넷)됐다. 사회는 미야네 세이지와 카토 아야코(후지 TV 아나운서)가 담당하는 것 외에 참관인 겸 게스트로 코지마 하루나(입후보 사퇴), 고토 테루모토, 사카가미 시노부, 테리 이토, 진나이 토모노리, 미타 히로코, 야마무라 모미지의 7명이 출연했다. 방송 연동 데이터 방송에서는 선발 멤버로 선택된 16명을 대상으로 스피치하고 감명을 받으면 박수 버튼을 누르는 스피치 총선거를 실시했다.
또 개표 이벤트 당일의 낮 시간대에 후지 TV, 오카야마 방송, TV 니시닛폰에서 사전 방송 《AKB48総選挙2015直前SP〜ひとりで立つこの場所はひとりでは立てなかった〜 / AKB48 총선거 2015 직전 SP ~혼자 서는 이 곳에서는 혼자서는 서있지 않았다~》를 방송했다.
BS 스카파!에서는 오후 3시(이벤트 1부 콘서트 시작 시점)부터 저녁 7시까지 방송됐다.

## 투표가 가능한 사람
아래의 하나 이상 해당되는 사람에게 투표권이 있다.
- 40번째 싱글 〈僕たちは戦わない / 우리는 싸우지 않아〉 초도 한정반, 통상반, 극장반 구입자
- AKB48 팬 클럽 사이트 ‘二本柱の会→두 기둥의 모임’ 회원
- 아래의 각 그룹 공식 모바일 사이트 회원
  - AKB48 Mobile
  - SKE48 Mobile
  - NMB48 Mobile
  - HKT48 Mobile
- AKB48 공식 스마트폰 어플 회원
- AKB48 OFFICIAL NET 회원
- DMM.com가 제공하는 아래의 월정액 서비스 회원
  - AKB48 LIVE!! ON DEMAND
  - SKE48 LIVE!! ON DEMAND
  - NMB48 LIVE!! ON DEMAND
  - HKT48 LIVE!! ON DEMAND

## 피선거권자
아래의 조건에 하나 이상을 만족하는 멤버가 소정의 용지에 기입하며 각 극장의 선거 실행 위원회에 제출하는 것으로 입후보가 되며 피선거권자가 된다.
- AKB48, SKE48, NMB48, HKT48에 2015년 3월 20일 시점으로 재적하고 있는 멤버
- 해외 그룹에 전임 이적중인 전 AKB48 멤버(나카가와 하루카, 치카노 리나)

### 입후보자
- 입후보 기간: 2015년 3월 25일 16:00 ~ 3월 29일 22:00[2]
- 입후보자수: 272명

아래의 소속팀은 2015년 3월 26일 발표된 새로운 팀 체제이다. 입후보 접수 기간 중에 AKB48 봄의 인사이동이 벌푣했기 때문에 개표 접수 시작 시에는 새로운 팀 체제 및 각 그룹의 인사에 기초로 해서 정견 방송과 포스터 등이 제작되어 있다. 각 팀의 후보수는 겸임 멤버의 중복을 포함한다. ☆는 이전 총선거에 입후보하지 않았던 멤버이다(처음으로 입후보를 할 권리를 부여받은 멤버는 제외).

#### AKB48
- 팀A (20명)
  - 이와타 카렌, 오야 시즈카, 오와다 나나, 오가사와라 마유, 코지마 나츠키, 사사키 유카리, 시마자키 하루카, 시로마 미루(NMB48 팀M 겸임), 타카하시 미나미[주 2]、타키타 카요코, 타니구치 메구, 나카니시 치요리, 나카무라 마리코、니시야마 레나, 히라타 리나, 마에다 아미, 미야자키 미호、미야와키 사쿠라(HKT48 팀KIV 겸임), 야마다 나나미(팀8 겸임), 요코야마 유이
- 팀K (20명)
  - 아이가사 모에, 이시다 하루카, 이치카와 마나미, 코다마 하루카(HKT48 팀H 겸임), 시노자키 아야나, 시마다 하루카, 시모구치 히나나, 스즈키 마리야(SNH48 팀SII 겸임), 타카조 아키, 타노 유카, 나가오 마리야, 나카노 이쿠미(팀8 겸임), 후지타 나나、마츠이 주리나(SKE48 팀S 겸임), 미네기시 미나미, 무카이치 미온, 무토 토무、모기 시노부, 야마모토 사야카(NMB48 팀N 겸임), 유모토 아미
- 팀B (18명)
  - 이와사 미사키, 우치야마 나츠키, 시미즈 아야노, 오시마 료카, 카시와기 유키(NGT48 겸임), 카토 레나, 키자키 유리아, 고토 모에, 코바야시 카나, 코바야시 마리나[주 3]、사카구치 나기사(팀8 겸임), 타츠야 마키호, 하시모토 히카리, 후쿠오카 세이나, 야부키 나코(HKT48 팀H 겸임), 요코시마 아에리, 와타나베 마유, 와타나베 미유키(NMB48 팀BII 겸임)
- 팀4 (20명)
  - 이노 미야비, 이즈타 리나, 이와타테 사호, 오카와 리오, 오모리 미유, 오카다 아야카, 오카다 나나, 카와모토 사야, 키타가와 료하(SKE48 팀S 겸임), 키타자와 사키, 코지마 마코, 코미야마 하루카, 사토 키아라, 시부야 나기사(NMB48 팀BII 겸임), 타카하시 주리, 츠치야스 미즈키, 토모나가 미오(HKT48 팀KIV 겸임), 나토리 와카나, 니시노 미키, 노자와 레나
- 팀8 (46명)
  - 사카구치 나기사(팀B 겸임), 요코야마 유이、타니가와 히지리, 사토 나나미, 하야사카 츠무기, 사토 아카리, 모기 카스미, 오카베 린, 혼다 히토미, 시미즈 마리아, 타카하시 아야네, 요시카와 나나세, 오구리 유이, 오다 에리나, 사토 시오리, 히다리토모 아야카, 후지무라 나츠키, 요코미치 유리, 핫토리 유나, 야마모토 아이, 하시모토 하루나, 키타 레이나, 초 쿠레나, 콘도 모에리, 나가노 세리카, 오타 나오, 야마다 나나미(팀A 겸임), 야마모토 루카, 오니시 모모카, 하마 사유나, 나카노 이쿠미(팀K 겸임), 아베 메이, 히토미 코토네, 타니 유리, 시타오 미우, 하마마츠 리오나, 교텐 유리나, 타카오카 카오루, 히로세 나츠키, 후쿠치 레나, 이와사키 모에카, 쿠라노오 나루미, 요시노 미유, 야구치 모카, 시모아오키 카린, 미야자토 리라

#### SKE48
- 팀S (15명)
  - 아즈마 리온, 이누즈카 아사나, 오야 마사나, 키타가와 료하(AKB48 팀4 겸임), ☆고토 리사코, 타케우치 마이, 노구치 유메, 후타무라 하루카, 마츠이 주리나(AKB48 팀K 겸임), 마츠모토 치카코, 미야자와 사에(SNH48 팀SI 겸임), 미야마에 아미, 야카타 미키, 야마우치 스즈란, 야마다 주나
- 팀KII (17명)
  - 아오키 시오리, 아라이 유키, 이시다 안나, 우치야마 미코토, 에고 유나, 오바 미나, 키타노 루카, 코도 사키, 소다 사리나, 타카기 유마나, ☆타카츠카 나츠키, 타카야나기 아카네, 타케우치 사키, 히다카 유즈키, 후루하타 나오, 마츠무라 카오리, 야마시타 유카리
- 팀E (17명)
  - 이소하라 쿄카, 이다 레오나, 이치노 나루미, 우메모토 마도카, ☆카토 루미, 카마타 나츠키, 키모토 카논, 쿠마자키 하루카, 코이시 쿠미코, 사이토 마키코, 사카이 메이, 사토 스미레, 시바타 아야, 스다 아카리, 타카테라 사나, 타니 마리카, 후쿠시 나오
- 연구생 (15명)
  - 아이카와 호노카, 아사이 유카, 오타 아야카, 오바타 유나, 카타오카 나루미, 카와사키 나루미, 고토 라라, 스에나가 오카, 스기야마 아이카, 타카하타 유키, 츠지 노조미, 노지마 카노, 마치 오토하, 무라이 준나, 와다 아이나

#### NMB48
- 팀N (16명)
  - 아카시 나츠코, 이시다 유미, 오타 유리, 카토 유카, 키시노 리카, 코가 나루미, 코타니 리호, 조 에리코, 조니시 케이, 스토 리리카, 니시자와 루리나, 니시무라 아이카, 야마오 리나, 야마구치 유키, 야마모토 사야카(AKB48 팀K 겸임), 요시다 아카리
- 팀M (18명)
  - 아즈마 유키、이시즈카 아카리、우에무라 아즈사、우노 미즈키, 오키타 아야카、카와카미 레나、쿠시로 리나、콘도 리나, 시로마 미루(AKB48 팀A 겸임), 타케이 사라, 타니가와 아이리, 나카노 레이나, 후지에 레이나, 마츠무라 메구미, 미타 마오, 무라세 사에, 모리타 아야카, 야구라 후코
- 팀BII (17명)
  - 이지리 안나, 이소 카나에, 이치카와 미오리, 우에다 미레이, 우메다 아야카, 오단 마이, 카도와키 카나코, 카와카미 치히로, 키노시타 하루나, 쿠사카 코노미, 쿠로카와 하즈키, 시부야 나기사(AKB48 팀4 겸임), 나이키 코코로, 하야시 모모카, 마츠오카 치호, 야부시타 슈, 와타나베 미유키(AKB48 팀B 겸임)

#### HKT48
- 팀H (20명)
  - 아키요시 유카, 아나이 치히로, 이노우에 유리야, 우이 마시로, 우에노 하루카, 우메모토 이즈미, 오카모토 나오코, 코지나 유이, 코다마 하루카(AKB48 팀K 겸임), 코마다 히로카、사카구치 리코, 사시하라 리노, 타시마 메루、타나카 나츠미, 타나카 미쿠, 마츠오카 나츠미, 야부키 나코(AKB48 팀B 겸임), 야마다 마리나、야마모토 마오, 와카타베 하루카
- 팀KIV (18명)
  - 이토 라이라, 이마다 미나, 이와하나 시노, 우에키 나오, 오타 아이카, 오카다 칸나, 쿠마자와 세리나, 고토 이즈미, 시모노 유키, 타나카 유카, 토미요시 아스카, 토모나가 미오(AKB48 팀4 겸임), 후카가와 마이코, 후치가미 마이, 미야와키 사쿠라(AKB48 팀A 겸임), 무라시게 안나, 모토무라 아오이, 모리야스 마도카
- 연구생 (7명)
  - 아라마키 미사키, 쿠리하라 사에, 사카모토 에레나, 츠츠이 리코, 호카조노 하즈키, 야마우치 유나, 야마시타 에미리

#### SNH48
- 팀SII (2명)
  - 스즈키 마리야(AKB48 팀K 겸임), 미야자와 사에(SKE48 팀S 겸임)

#### NGT48
- NGT48 (2명)
  - 카시와기 유키(AKB48 팀B 겸임), 키타하라 리에

### 불참가
- 불참가자수: 21명[주 4]

이번 총선거에서는 이전 총선거에서 선발에 들어간 멤버의 입후보 사퇴가 잇따랐다.
괄호 안은 이전 총선거에서 선발에 들어갔던 멤버의 순위이다. ★는 입후보 마감일 이후, 개표일 당일까지 AKB48 그룹으로부터 졸업한, 또는 졸업 발표를 한 멤버이다(시기 미정도 포함).

#### AKB48
- 팀A (2명)
  - 이리야마 안나(20위), 코지마 하루나(8위)
- 팀K (3명)
  - 아베 마리아, 나카타 치사토, ★마츠이 사키코[주 5]
- 팀B (4명)
  - 우치다 마유미[주 6], 쿠라모치 아스카(52위), 타케우치 미유, 타나베 미쿠(71위)
- 팀4 (2명)
  - 마에다 미츠키, 무라야마 유이리

#### SKE48
- 팀S (1명)
  - 츠즈키 리카
- 팀E (1명)
  - 마츠이 레나(5위)

#### NMB48
- 팀N (2명)
  - ★코노 사키, ★무로 카나코
- 팀M (2명)
  - 키노시타 모모카[주 7], ★타카노 유이
- 팀BII (2명)
  - 카미에다 에미카[주 8], 테루이 호노카

#### JKT48
- 팀J (1명)
  - 나카가와 하루카
- 팀KIII (1명)
  - 치카노 리나[주 7]

#### 개최 발표일 시점에서 졸업 발표를 한 멤버
- 무라카미 아야카 (전 NMB48 팀M) - 2015년 3월 22일 졸업
- 사토 미에코 (전 SKE48 팀S) - 2015년 3월 31일 졸업
- 나카니시 유카 (전 SKE48 팀S) - 위와 동일
- 후루카와 아이리 (전 SKE48 팀KII, 37위) - 위와 동일
- 코바야시 아미 (전 SKE48 팀E, 77위) - 위와 동일
- 오기노 리사 (전 SKE48 연구생) - 위와 동일
- 야마기시 나츠미 (전 NMB48 팀N) - 위와 동일
- 미우라 아리사 (전 NMB48 팀M) - 위와 동일
- 야마다 나나미 (전 NMB48 팀M[주 9], 29위) - 2015년 4월 3일 졸업
- 아비루 리호 (전 SKE48 팀KII, 74위) - 2015년 4월 30일 졸업
- 스즈키 시호리 (전 AKB48 팀K) - 2015년 5월 30일 졸업
- 모리카와 아야카 (전 AKB48 팀A) - 위와 동일

#### 개최 발표일 시점 이후에 입후보 마감일까지 졸업이나 겸임 해제 발표를 한 멤버
- 쿠사바 마나미 (전 HKT48 팀KIV) - 2015년 4월 30일 졸업
- 이코마 리나 (노기자카46, 전 AKB48 팀B, 14위) - 2015년 5월 14일에 AKB48와의 겸임 해제
- 카와에이 리나 (전 AKB48 팀A, 16위) - 2015년 8월 4일 졸업

## 선발 범위
이전과 마찬가지로 80명이다. 1 ~ 16위의 16명이 타이틀 곡의 선발 멤버가 된다. 17 ~ 32위의 16명은 언더 걸즈, 33 ~ 48위의 16명은 넥스트 걸즈, 49 ~ 64위의 16명이 퓨처 걸즈, 65 ~ 80위는 업커밍 걸즈로 각각 노래에 참가한다.

## 결과
개표 총수는 328만 7736표와 전년에 비해 59만 8309표가 많으며 과거 최다 총투표수였던. 싱글 곡 선발의 각 그룹 내역 인수는 AKB48가 6명, SKE48가 4명, NMB48가 2명, HKT48가 2명, NGT48가 1명, SNH48가 1명이 됐다. 전체로는 AKB48의 23명을 웃도는 26명이 SKE48에서 당선된 것으로 SKE48의 의석수가 처음으로 AKB48의 의석수를 웃돌았다. 전체의 내역은 AKB48에서 23명, SKE48에서 26명, NMB48에서 14명, HKT48에서 15명, NGT48에서 1명, SNH48에서 1명이 당선됐다. 1위인 사시하라 리노의 획득표수 19만 4049표는 와타나베 마유가 이전에 기록한 15만 9854표를 넘으며 선발 총선거 사상으로 최다 득표수가 됐다.
※NGT48는 개표 시점에서 팀이 존재하지 않았기 때문에 ‘NGT’로 나타낸다.
| 순위                                              | 이름                             | 소속                             | 득표수                           | 속보                             | 속보                             | 이전 순위                        | 과거 최고 순위                   |
| 순위                                              | 이름                             | 소속                             | 득표수                           | 득표                             | 순위                             | 이전 순위                        | 과거 최고 순위                   |
| 41st 싱글 선발 멤버 (1위 ~ 16위)                  | 41st 싱글 선발 멤버 (1위 ~ 16위) | 41st 싱글 선발 멤버 (1위 ~ 16위) | 41st 싱글 선발 멤버 (1위 ~ 16위) | 41st 싱글 선발 멤버 (1위 ~ 16위) | 41st 싱글 선발 멤버 (1위 ~ 16위) | 41st 싱글 선발 멤버 (1위 ~ 16위) | 41st 싱글 선발 멤버 (1위 ~ 16위) |
| ------------------------------------------------- | -------------------------------- | -------------------------------- | -------------------------------- | -------------------------------- | -------------------------------- | -------------------------------- | -------------------------------- |
| 01위                                              | 사시하라 리노                    | H                                | 194049표                         | 38151표                          | 01위                             | 02위                             | 01위                             |
| 02위                                              | 카시와기 유키                    | B/NGT                            | 167183표                         | 33426표                          | 02위                             | 03위                             | 03위                             |
| 03위                                              | 와타나베 마유                    | B                                | 165789표                         | 29924표                          | 03위                             | 01위                             | 01위                             |
| 04위                                              | 타카하시 미나미                  | A                                | 137252표                         | 21900표                          | 06위                             | 09위                             | 05위                             |
| 05위                                              | 마츠이 주리나                    | S/K                              | 105289표                         | 26901표                          | 04위                             | 04위                             | 04위                             |
| 06위                                              | 야마모토 사야카                  | N/K                              | 97866표                          | 22532표                          | 05위                             | 06위                             | 06위                             |
| 07위                                              | 미야와키 사쿠라                  | KIV/A                            | 81422표                          | 13169표                          | 12위                             | 11위                             | 11위                             |
| 08위                                              | 미야자와 사에                    | SII/S                            | 75495표                          | 12225표                          | 13위                             | 12위                             | 09위                             |
| 09위                                              | 시마자키 하루카                  | A                                | 73803표                          | 17921표                          | 07위                             | 07위                             | 07위                             |
| 10위                                              | 요코야마 유이                    | A                                | 63414표                          | 8667표                           | 20위                             | 13위                             | 13위                             |
| 11위                                              | 키타하라 리에                    | NGT                              | 61566표                          | 14476표                          | 10위                             | 19위                             | 13위                             |
| 12위                                              | 와타나베 미유키                  | BII/B                            | 55715표                          | 10090표                          | 18위                             | 18위                             | 15위                             |
| 13위                                              | 마츠무라 카오리                  | KII                              | 53667표                          | 11746표                          | 14위                             | 17위                             | 17위                             |
| 14위                                              | 타카야나기 아카네                | KII                              | 52609표                          | 11382표                          | 16위                             | 31위                             | 23위                             |
| 15위                                              | 시바타 아야                      | E                                | 49199표                          | 15667표                          | 09위                             | 15위                             | 15위                             |
| 16위                                              | 무토 토무                        | K                                | 44637표                          | 6652표                           | 36위                             | 24위                             | 24위                             |
| 언더 걸즈 (17위 ~ 32위)                           |                                  |                                  |                                  |                                  |                                  |                                  |                                  |
| 17위                                              | 코다마 하루카                    | H/K                              | 43985표                          | 15722표                          | 08위                             | 21위                             | 21위                             |
| 18위                                              | 스다 아카리                      | E                                | 43665표                          | 6866표                           | 32위                             | 10위                             | 10위                             |
| 19위                                              | 미네기시 미나미                  | K                                | 35506표                          | 4719표                           | 60위                             | 22위                             | 14위                             |
| 20위                                              | 오야 마사나                      | S                                | 30021표                          | 4624표                           | 61위                             | 30위                             | 24위                             |
| 21위                                              | 토모나가 미오                    | KIV/4                            | 28197표                          | 7069표                           | 30위                             | 27위                             | 27위                             |
| 22위                                              | 키자키 유리아                    | B                                | 26994표                          | 4904표                           | 57위                             | 23위                             | 22위                             |
| 23위                                              | 타니 마리카                      | E                                | 26051표                          | 14324표                          | 11위                             | 권외                             | -                                |
| 24위                                              | 후루하타 나오                    | KII                              | 25650표                          | 8540표                           | 22위                             | 55위                             | 55위                             |
| 25위                                              | 타카하시 주리                    | 4                                | 25421표                          | 8377표                           | 23위                             | 28위                             | 28위                             |
| 26위                                              | 코지마 마코                      | 4                                | 25117표                          | 권외                             | 권외                             | 36위                             | 36위                             |
| 27위                                              | 오바 미나                        | KII                              | 24708표                          | 권외                             | 권외                             | 56위                             | 35위                             |
| 28위                                              | 카토 레나                        | B                                | 24569표                          | 8182표                           | 25위                             | 32위                             | 32위                             |
| 29위                                              | 오카다 나나                      | 4                                | 23237표                          | 8130표                           | 26위                             | 51위                             | 51위                             |
| 30위                                              | 타카조 아키                      | K                                | 22502표                          | 3886표                           | 76위                             | 26위                             | 12위                             |
| 31위                                              | 후치가미 마이                    | KIV                              | 22487표                          | 11637표                          | 15위                             | 권외                             | -                                |
| 32위                                              | 타시마 메루                      | H                                | 22191표                          | 7698표                           | 27위                             | 38위                             | 38위                             |
| 넥스트 걸즈 (33위 ~ 48위)                         |                                  |                                  |                                  |                                  |                                  |                                  |                                  |
| 33위                                              | 아나이 치히로                    | H                                | 22146표                          | 권외                             | 권외                             | 39위                             | 39위                             |
| 34위                                              | 시로마 미루                      | M/A                              | 21577표                          | 권외                             | 권외                             | 43위                             | 43위                             |
| 35위                                              | 후지에 레이나                    | M                                | 21388표                          | 권외                             | 권외                             | 33위                             | 32위                             |
| 36위                                              | 조니시 케이                      | N                                | 21135표                          | 6742표                           | 34위                             | 58위                             | 40위                             |
| 37위                                              | 사카구치 리코                    | H                                | 20936표                          | 10516표                          | 17위                             | 60위                             | 60위                             |
| 38위                                              | 후타무라 하루카                  | S                                | 20590표                          | 10054표                          | 19위                             | 34위                             | 34위                             |
| 39위                                              | 우치야마 나츠키                  | B                                | 20437표                          | 4520표                           | 64위                             | 63위                             | 63위                             |
| 40위                                              | 야구라 후코                      | M                                | 20354표                          | 4565표                           | 62위                             | 41위                             | 41위                             |
| 41위                                              | 오타 아이카                      | KIV                              | 19921표                          | 권외                             | 권외                             | 42위                             | 20위                             |
| 42위                                              | 오카다 칸나                      | KIV                              | 19739표                          | 6325표                           | 40위                             | 권외                             | -                                |
| 43위                                              | 모리야스 마도카                  | KIV                              | 19401표                          | 8313표                           | 24위                             | 25위                             | 25위                             |
| 44위                                              | 무카이치 미온                    | K                                | 18392표                          | 4944표                           | 54위                             | 권외                             | -                                |
| 45위                                              | 미야마에 아미                    | S                                | 18245표                          | 4244표                           | 68위                             | 권외                             | -                                |
| 46위                                              | 코지나 유이                      | H                                | 18085표                          | 7136표                           | 29위                             | 권외                             | -                                |
| 47위                                              | 타노 유카                        | K                                | 18048표                          | 6201표                           | 41위                             | 45위                             | 38위                             |
| 48위                                              | 키모토 카논                      | E                                | 18021표                          | 7051표                           | 31위                             | 50위                             | 31위                             |
| 퓨처 걸즈 (49위 ~ 64위)                           |                                  |                                  |                                  |                                  |                                  |                                  |                                  |
| 49위                                              | 사토 스미레                      | E                                | 17579표                          | 권외                             | 권외                             | 권외                             | 31위                             |
| 50위                                              | 사사키 유카리                    | A                                | 17466표                          | 5264표                           | 50위                             | 47위                             | 47위                             |
| 51위                                              | 마츠오카 나츠미                  | H                                | 17387표                          | 4895표                           | 58위                             | 64위                             | 64위                             |
| 52위                                              | 고토 리사코                      | S                                | 17330표                          | 7566표                           | 28위                             | 不参加                           | -                                |
| 53위                                              | 이소하라 쿄카                    | E                                | 17278표                          | 5467표                           | 47위                             | 44위                             | 44위                             |
| 54위                                              | 코타니 리호                      | N                                | 17132표                          | 권외                             | 권외                             | 61위                             | 61위                             |
| 55위                                              | 소다 사리나                      | KII                              | 17071표                          | 4121표                           | 72위                             | 권외                             | -                                |
| 56위                                              | 우메다 아야카                    | BII                              | 17019표                          | 권외                             | 권외                             | 35위                             | 16위                             |
| 57위                                              | 모기 시노부                      | K                                | 16867표                          | 6709표                           | 35위                             | 권외                             | -                                |
| 58위                                              | 시부야 나기사                    | BII/4                            | 16386표                          | 3906표                           | 75위                             | 권외                             | -                                |
| 59위                                              | 카토 유카                        | N                                | 15729표                          | 6515표                           | 39위                             | 권외                             | -                                |
| 60위                                              | 야부시타 슈                      | BII                              | 15666표                          | 4540표                           | 63위                             | 59위                             | 49위                             |
| 61위                                              | 아즈마 리온                      | S                                | 15539표                          | 5615표                           | 45위                             | 권외                             | -                                |
| 62위                                              | 카토 루미                        | E                                | 15474표                          | 5610표                           | 46위                             | 不参加                           | -                                |
| 63위                                              | 야마우치 스즈란                  | S                                | 15157표                          | 권외                             | 권외                             | 69위                             | 36위                             |
| 64위                                              | 요시다 아카리                    | N                                | 14933표                          | 권외                             | 권외                             | 72위                             | 50위                             |
| 업커밍 걸즈 (65위 ~ 80위)                         |                                  |                                  |                                  |                                  |                                  |                                  |                                  |
| 65위                                              | 사이토 마키코                    | E                                | 14916표                          | 4226표                           | 69위                             | 75위                             | 42위                             |
| 66위                                              | 키타가와 료하                    | S/4                              | 14674표                          | 4003표                           | 73위                             | 권외                             | -                                |
| 67위                                              | 오모리 미유                      | 4                                | 14669표                          | 8655표                           | 21위                             | 권외                             | -                                |
| 68위                                              | 우메모토 마도카                  | E                                | 14605표                          | 5255표                           | 51위                             | 68위                             | 39위                             |
| 69위                                              | 나가오 마리야                    | K                                | 14585표                          | 권외                             | 권외                             | 65위                             | 35위                             |
| 70위                                              | 카마타 나츠키                    | E                                | 14545표                          | 6757표                           | 33위                             | 권외                             | -                                |
| 71위                                              | 이시다 하루카                    | K                                | 14319표                          | 권외                             | 권외                             | 57위                             | 27위                             |
| 72위                                              | 우에키 나오                      | KIV                              | 13961표                          | 권외                             | 권외                             | 권외                             | -                                |
| 73위                                              | 쿠마자키 하루카                  | E                                | 13777표                          | 4972표                           | 53위                             | 권외                             | -                                |
| 74위                                              | 타니가와 아이리                  | M                                | 13744표                          | 권외                             | 권외                             | 권외                             | -                                |
| 75위                                              | 오와다 나나                      | A                                | 13685표                          | 4376표                           | 65위                             | 권외                             | -                                |
| 76위                                              | 타케우치 마이                    | S                                | 13539표                          | 권외                             | 권외                             | 권외                             | -                                |
| 77위                                              | 이시다 안나                      | KII                              | 13269표                          | 6573표                           | 38위                             | 권외                             | -                                |
| 78위                                              | 시노자키 아야나                  | K                                | 13170표                          | 6018표                           | 43위                             | 권외                             | -                                |
| 79위                                              | 이치카와 미오리                  | BII                              | 13165표                          | 권외                             | 권외                             | 53위                             | 39위                             |
| 80위                                              | 모토무라 아오이                  | KIV                              | 13116표                          | 권외                             | 권외                             | 48위                             | 48위                             |
| 속보에서는 80위이내였지만 최종 결과는 권외인 멤버 |                                  |                                  |                                  |                                  |                                  |                                  |                                  |
| 81위 이하                                         | 코미야마 하루카                  | 4                                | -                                | 6609표                           | 37위                             | 권외                             | -                                |
| 81위 이하                                         | 오카다 아야카                    | 4                                | 6110표                           | 42위                             | 권외                             | -                                |                                  |
| 81위 이하                                         | 오키타 아야카                    | M                                | 5860표                           | 44위                             | 권외                             | -                                |                                  |
| 81위 이하                                         | 아키요시 유카                    | H                                | 5467표                           | 47위                             | 권외                             | -                                |                                  |
| 81위 이하                                         | 히다카 유즈키                    | KII                              | 5414표                           | 49위                             | 권외                             | -                                |                                  |
| 81위 이하                                         | 시모노 유키                      | KIV                              | 5005표                           | 52위                             | 권외                             | -                                |                                  |
| 81위 이하                                         | 토미요시 아스카                  | KIV                              | 4915표                           | 55위                             | 권외                             | -                                |                                  |
| 81위 이하                                         | 코지마 나츠키                    | A                                | 4908표                           | 56위                             | 권외                             | -                                |                                  |
| 81위 이하                                         | 이와타 카렌                      | A                                | 4843표                           | 59위                             | 권외                             | -                                |                                  |
| 81위 이하                                         | 에고 유나                        | KII                              | 4355표                           | 66위                             | 권외                             | -                                |                                  |
| 81위 이하                                         | 코마다 히로카                    | H                                | 4265표                           | 67위                             | 권외                             | -                                |                                  |
| 81위 이하                                         | 사카이 메이                      | E                                | 4218표                           | 70위                             | 권외                             | -                                |                                  |
| 81위 이하                                         | 오시마 료카                      | B                                | 4126표                           | 71위                             | 80위                             | 80위                             |                                  |
| 81위 이하                                         | 고토 이즈미                      | KIV                              | 3942표                           | 74위                             | 권외                             | -                                |                                  |
| 81위 이하                                         | 후쿠오카 세이나                  | B                                | 3845표                           | 77위                             | 권외                             | -                                |                                  |
| 81위 이하                                         | 타케우치 사키                    | KII                              | 3836표                           | 78위                             | 권외                             | -                                |                                  |
| 81위 이하                                         | 미야자키 미호                    | A                                | 3640표                           | 79위                             | 78위                             | 18위                             |                                  |
| 81위 이하                                         | 오야 시즈카                      | A                                | 3635표                           | 80위                             | 권외                             | 29위                             |                                  |

### 그룹별 의석수
| 순위 | 그룹  | 의석수 | 이전 총선거  | 이전 총선거  |
| 순위 | 그룹  | 의석수 | 의석수       | 순위         |
| ---- | ----- | ------ | ------------ | ------------ |
| 1위  | SKE48 | 26     | 22           | 2위          |
| 2위  | AKB48 | 23     | 31           | 1위          |
| 3위  | HKT48 | 15     | 13           | 3위          |
| 4위  | NMB48 | 14     | 12           | 4위          |
| 5위  | SNH48 | 1      | 1            | 5위          |
| 5위  | NGT48 | 1      | 그룹 결성 전 | 그룹 결성 전 |

## 공식 관련 출판물
- AKB48 그룹 (2015년 5월 13일). 《AKB48総選挙公式ガイドブック 2015》 [AKB48 총선거 공식 가이드 북] (일본어). 고단샤 MOOK. ISBN 978-4063898903.
- 《AKB48総選挙！水着サプライズ発表2015》 [AKB48 총선거! 수영복 서프라이즈 발표 2015] (일본어). 슈에이샤. 2015년 8월. ISBN 978-4081022007.

## DVD · Blu-ray
| 발매일         | 제목 | 레이블 | 상품 코드                                                                               | 판매 형태 |
| -------------- | --- | ------ | --------------------------------------------------------------------------------------- | --- |
| 2015년 9월 9일 | AKB48 41stシングル 選抜総選挙〜順位予想不可能、大荒れの一夜〜& 後夜祭〜あとのまつり〜 AKB48 41st 싱글 선발 총선거 ~순위 예상 불가능, 거친 하룻밤~& 후야제 | AKS    | AKB-D2310 AKB-D2311 AKB-D2312 AKB-D2313 ASIN B01LX254Z5 ASIN B01LWQI2UJ ASIN B01LXPM6EZ | 스페셜 DVD BOX 스페셜 Blu-ray BOX BEST SELECTION (DVD) BEST SELECTION (Blu-ray) [제1부](아마존 비디오) [제2부](아마존 비디오) 후야제(아마존 비디오) |

### 내용주
1. ↑  후지 TV, 오카야마 방송은 낮 2시부터 3시 30분에 동시 방송, TV 니시닛폰은 오후 3시부터 4시 30분으로 시간차로 방송됐다.
2. ↑  2014년 12월 8일에 졸업 발표.
3. ↑  팀 재편성 전에 팀4로 활동을 종료했다.
4. ↑  입후보 마감일까지 졸업 발표를 한 멤버는 제외.
5. ↑  팀 재편성 전에 팀A로 활동을 종료했다.
6. ↑  팀 재편성 전에 팀K로 활동을 종료했다.
7. 1 2  이전 총선거에 이어서 2년 연속 입후보하지 않았다.
8. ↑  2015년 4월 13일부터 휴업.
9. ↑  SKE48 팀KII으로도 겸임하고 있었다.
10. 1 2 3  겸임 같은 경우에는 소속 원래 그룹으로 산출

### 참조주
1. ↑  “AKB48 41stシングル選抜総選挙開催決定の御案内” [AKB48 41st 싱글 선발 총선거 개최 결정 안내]. 《AKB48 공식 블로그》 (일본어). 2015년 3월 18일. 2015년 6월 6일에 확인함.
2. 1 2 3 4 5 6  “AKB48 41stシングル 選抜総選挙 開催決定の御案内” [AKB48 41st 싱글 선발 총선거 개최 결정 안내] (일본어). AKB48 OFFICIAL FAN CLUB 두 기둥의 모임. 2015년 3월 24일에 원본 문서에서 보존된 문서. 2015년 6월 5일에 확인함.
3. ↑  “AKB48総選挙会場行き臨時バス運行” [AKB48 총선거장행 임시 버스 운행] (pdf) (보도 자료) (일본어). 서일본 철도. 2015년 6월 5일. 2015년 6월 9일에 확인함.
4. ↑  시바타 스스무 (2015년 6월 5일). “西鉄、AKB48総選挙会場行き臨時バスを特別な行先案内表示で運行” [니시테츠, AKB48 총선거장행 임시 버스를 특별한 행선 안내 표시로 운행]. 《트래블 Watch》 (일본어) (임프레스). 2015년 6월 9일에 확인함.
5. ↑  “【今度はしゃべる!】”AKB48 41stシングル選抜総選挙”選抜メンバーのスタンプが登場!” [【이번에는 말을 한다!】 ”AKB48 41st 싱글 선발 총선거” 섯발 멤버의 스탬프가 등장!]. 《라인 공식 블로그》 (일본어). 2015년 8월 6일. 2015년 8월 27일에 확인함.
6. ↑  “BSスカパー! AKB48 41stシングル選抜総選挙” [BS 스카파! AKB48 41st 싱글 선발 총선거] (일본어). 2015년 6월 1일에 원본 문서에서 보존된 문서. 2019년 3월 11일에 확인함.
7. ↑  “松井玲奈、生駒ら辞退AKB選抜総選挙の受付終了” [마츠이 레나, 이코마 등등 사퇴 AKB 선발 총선거의 접수 종료]. 《닛칸 스포츠》 (일본어) (닛칸 스포츠 신문사). 2015년 3월 29일. 2015년 3월 30일에 확인함.
8. ↑  “【第7回AKB総選挙】総投표数が過去最多328万票! 驚異の60万票増” [【제7회 AKB 총선거】 총투표수가 과거 최다 328만표! 경이로운 60만표의 증가] (일본어). 오리콘. 2015년 6월 6일. 2015년 6월 7일에 확인함.
9. 1 2 3  “【第7回AKB総選挙】SKE48、AKB抜き第1党に躍進 地元HKT旋風も” [【제7회 AKB 총선거】SKE48, AKB 제외 제1당으로 약진 그 지방 HKT 선풍도] (일본어). 오리콘. 2015년 6월 6일. 2015년 6월 7일에 확인함.
10. ↑  “【第7回AKB総選挙】指原莉乃、V奪還! 19万4049票で史上最多得票数” [【제7회 AKB 총선거】사시하라 리노, V탈환! 19만 4049표로 사상 최다 득표수] (일본어). 오리콘. 2015년 6월 6일. 2015년 6월 7일에 확인함.
11. 1 2 3 4  “「AKB48 41stシングル 選抜総選挙」開票結果” [‘AKB48 41st 싱글 선발 총선거’ 개표 결과]. 《AKB48 공식 블로그》 (일본어). 2015년 6월 6일. 2015년 6월 6일에 확인함.
12. ↑  “「AKB48 41stシングル 選抜総選挙」速報結果” [‘AKB48 41st 싱글 선발 총선거’ 속보 결과]. 《AKB48 공식 블로그》 (일본어). 2015년 5월 20일. 2015년 6월 6일에 확인함.